# Paraustrorhynchus
Paraustrorhynchus är ett släkte av plattmaskar. Paraustrorhynchus ingår i familjen Polycystididae.
Kladogram enligt Catalogue of Life:
| Paraustrorhynchus | \| \| Paraustrorhynchus elixus \| \| \| \| \| \| Paraustrorhynchus pacificus \| \| \| \| |
|                   | \| \| Paraustrorhynchus elixus \| \| \| \| \| \| Paraustrorhynchus pacificus \| \| \| \| |
|                   | Paraustrorhynchus elixus                                                                 |
|                   |                                                                                          |
|                   | Paraustrorhynchus pacificus                                                              |
|                   |                                                                                          |